# 간논지성

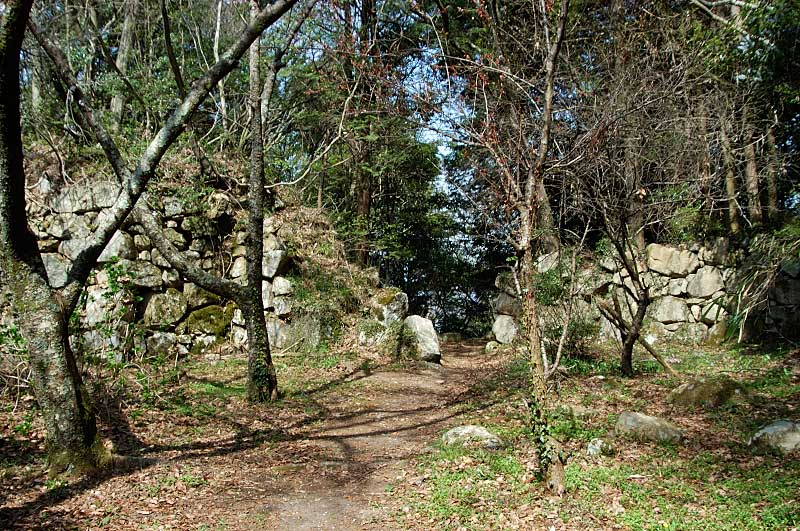
간논지성

간논지성(観音寺城 간논지조[*])은 일본 시가현 오미하치만시에 있던 성이다. 현재는 국가 사적으로 지정되어 있다.